# Last Man Standing (Fernsehserie)/Episodenliste

Logo zur Serie

Diese Episodenliste enthält alle Episoden der US-amerikanischen Sitcom Last Man Standing, sortiert nach der US-amerikanischen Erstausstrahlung. Die Fernsehserie umfasst neun Staffeln mit 194 Episoden.

## Übersicht
| Staffel | Episodenanzahl | Erstausstrahlung USA | Erstausstrahlung USA | Deutschsprachige Erstausstrahlung | Deutschsprachige Erstausstrahlung |
| Staffel | Episodenanzahl | Staffelpremiere      | Staffelfinale        | Staffelpremiere                   | Staffelfinale                     |
| ------- | -------------- | -------------------- | -------------------- | --------------------------------- | --------------------------------- |
| 1       | 24             | 11. Oktober 2011     | 8. Mai 2012          | 10. Oktober 2013                  | 27. Dezember 2013                 |
| 2       | 18             | 2. November 2012     | 22. März 2013        | 3. Januar 2014                    | 28. Februar 2014                  |
| 3       | 22             | 20. September 2013   | 25. April 2014       | 7. März 2014                      | 4. Juli 2014                      |
| 4       | 22             | 3. Oktober 2014      | 17. April 2015       | 3. August 2016                    | 15. September 2016                |
| 5       | 22             | 25. September 2015   | 22. April 2016       | 11. März 2020                     | 25. März 2020                     |
| 6       | 22             | 23. September 2016   | 31. März 2017        | 4. Juli 2020                      | 3. September 2020                 |
| 7       | 22             | 28. September 2018   | 10. Mai 2019         | 19. September 2020                | 19. Oktober 2020                  |
| 8       | 21             | 2. Januar 2020       | 30. April 2020       | 12. Dezember 2020                 | 6. Januar 2021                    |
| 9       | 21             | 3. Januar 2021       | 20. Mai 2021         | 13. September 2021                | 11. Oktober 2021                  |

## Staffel 1
Die Erstausstrahlung der ersten Staffel war vom 11. Oktober 2011 bis zum 8. Mai 2012 auf dem US-amerikanischen Fernsehsender ABC zu sehen. Die deutschsprachige Erstausstrahlung sendete der deutsche Free-TV-Sender ProSieben Maxx vom 10. Oktober bis zum 27. Dezember 2013.
| Nr. (ges.) | Nr. (St.) | Deutscher Titel         | Originaltitel                   | Erstausstrahlung USA | Deutschsprachige Erstausstrahlung (D) | Regie        | Drehbuch                              |
| --- | --------- | ----------------------- | ------------------------------- | -------------------- | ------------------------------------- | ------------ | ------------------------------------- |
| 1 | 1         | Der Letzte seiner Art   | Pilot                           | 11. Okt. 2011        | 10. Okt. 2013                         | John Pasquin | Jack Burditt                          |
| Mike Baxter ist als Marketingleiter des Jagd-, Outdoor- und Sportgeschäfts „Outdoor Man“ viel beschäftigt. Er bekommt eine neue Aufgabe und mehr Freizeit, als sein bisheriger Bereich, der klassische Versandhandel via Katalog, eingestellt wird und er nunmehr den Internetauftritt von "Outdoor Man" betreut. Seine Frau Vanessa ist Geologin und wurde kürzlich befördert. Da sie deshalb nicht mehr so viel Zeit hat, sich um die Familie daheim zu kümmern, muss sich nun auch Mike um seine Töchter Kristin, Mandy und Eve sowie um Kristins kleinen Sohn Boyd kümmern, was anfangs zu einigen Schwierigkeiten führt. |           |                         |                                 |                      |                                       |              |                                       |
| 2 | 2         | Alles gut gesichert     | Last Baby Proofing Standing     | 11. Okt. 2011        | 10. Okt. 2013                         | John Pasquin | Linda Videtti Figueiredo              |
| Kristin holt einen Berater, um potentielle Gefahrenquellen für ihren Sohn Boyd im Haushalt ausfindig zu machen. Mike ist davon weniger begeistert. Die etwas verwöhnte mittlere Tochter Mandy soll sich einen Job suchen, um ihr Taschengeld zu verdienen. Als sie schließlich als Pizzabotin anfängt, machen sich ihre Eltern Sorgen um ihre Sicherheit, wenn sie spätabends allein unterwegs ist. Mike spioniert ihr nach, mit schmerzhaften Folgen für ihn, als er bemerkt, dass Mandy sich sehr gut selbst verteidigen kann. |           |                         |                                 |                      |                                       |              |                                       |
| 3 | 3         | Die Kindergarten-Krise  | Grandparents Day                | 18. Okt. 2011        | 17. Okt. 2013                         | John Pasquin | Liz Astrof                            |
| Mike versucht den Großelterntag in Boyds Kindergarten zu umgehen, doch seine Frau Vanessa schafft es, ihn zum Besuch des Treffens zu bewegen. Mikes Benehmen dort verursacht schließlich, dass Boyd suspendiert wird, nun muss Mike sich tagsüber um seinen Enkel kümmern und nimmt ihn mit zur Arbeit bei "Outdoor Man". Die modebewusste Mandy hilft ihrer Mutter, sich etwas jugendlicher zu stylen. |           |                         |                                 |                      |                                       |              |                                       |
| 4 | 4         | Das falsche Skelett     | Last Halloween Standing         | 25. Okt. 2011        | 17. Okt. 2013                         | John Pasquin | Marsh McCall                          |
| Die 14-jährige Eve hat am diesjährigen Halloween keine Lust mehr, gemeinsam mit ihrem Vater wie früher durch die Nachbarschaft zu ziehen und Süßigkeiten zu sammeln. Mike möchte nun seinen Enkel Boyd mitnehmen und hat auch schon ein Kostüm für ihn gekauft. Kristin ist mit dieser Idee aber nicht einverstanden. Vanessa legt ein Piratenkostüm an und kommt damit in der Männerwelt überraschend gut an. |           |                         |                                 |                      |                                       |              |                                       |
| 5 | 5         | Sport mit Frauen        | Co-Ed Softball                  | 1. Nov. 2011         | 24. Okt. 2013                         | John Pasquin | Kevin Hench                           |
| In der neuen Softballsaison ist man im "Outdoor Man"-Firmenteam weniger begeistert zu hören, dass erstmals auch Frauen in den Teams mitspielen müssen. Ein Schock für die großteils sexistische Belegschaft der Firma. Mikes Chef Ed versucht herauszufinden, wer in der geheimen Abstimmung für die gemischten Teams gestimmt hat. Derweil fällt die Wahl auf Mikes Tochter Eve als weibliches Teammitglied. Unterdessen verzweifelt Mandy an ihren College-Bewerbungen. Kristin, die aufgrund ihrer frühen Schwangerschaft selber kein College besuchen konnte, hilft ihrer Schwester dabei. |           |                         |                                 |                      |                                       |              |                                       |
| 6 | 6         | Mandy macht Karriere    | Good Cop, Bad Cop               | 8. Nov. 2011         | 24. Okt. 2013                         | John Pasquin | Eben Russell                          |
| Mandy möchte zum Missfallen ihrer Eltern an einer Model-Casting-Show teilnehmen. Mike erlaubt ihr trotzdem die Teilnahme, da er denkt, dass Mandy aufgrund ihrer Körpergröße ohnehin keine Chance auf ein Weiterkommen hat. Für ihre Bewerbungsmappe fertigt Mandy freizügige Fotos von sich an, sehr zu Mikes Unbehagen. Ed lässt bei "Outdoor Man" zu Marketingzwecken freizügige Mädchen aufmarschieren, Mike hat aber etwas dagegen, da er seine Tochter in den halbnackten Mädchen sieht. Kristin bemüht sich in ihrem Job in einem Restaurant um eine Gehaltserhöhung. |           |                         |                                 |                      |                                       |              |                                       |
| 7 | 7         | Private Nachtwächter    | Home Security                   | 15. Nov. 2011        | 31. Okt. 2013                         | John Pasquin | Eben Russell                          |
| Nach Einbrüchen in der Nachbarschaft schlägt Vanessa vor, mit den Nachbarn eine Nachtwache zu organisieren und abends gemeinsam Streife zu gehen. Mike zieht es aber vor, sein Haus mit einer neuen Alarmanlage und einem Panikraum im Keller zu schützen, was Vanessa und die Töchter aber weniger begeistert. Schließlich muss sich Mike beugen und nimmt an der Nachtwache teil. Er findet erst Gefallen daran, als bei den abendlichen Streifgängen jede Menge Klatsch und Tratsch ausgetauscht werden. Unterdessen hat Ed bei "Outdoor Man" Mühe, bei Verhandlungen mit Lieferanten auch einmal nein zu sagen. |           |                         |                                 |                      |                                       |              |                                       |
| 8 | 8         | Schweinigeleien         | House Rules                     | 22. Nov. 2011        | 31. Okt. 2013                         | John Pasquin | Andy Gordon                           |
| Eve bekommt zum ersten Mal ihre Periode und lässt das ihre Mitmenschen auch deutlich spüren, besonders ihren Vater Mike. Sorgen bereitet dem auch Kristin, die ihren Freund Kyle heimlich bei sich hat übernachten lassen. Als Mandy schließlich auch noch fordert, abends länger ausgehen zu dürfen, reicht es Mike. Nach Beratung mit seinem Boss und Freund Ed stellt er neue strengere Hausregeln auf - zu viel für Kristin, welche beschließt, auszuziehen. |           |                         |                                 |                      |                                       |              |                                       |
| 9 | 9         | Der Lesbenhintern       | Guess Who’s Coming to Dinner    | 29. Nov. 2011        | 7. Nov. 2013                          | John Pasquin | Kevin Hench                           |
| Mike ist wenig begeistert, dass das neue Pärchen aus der Nachbarschaft, Rebecca und Charlie, bei den Baxters zum Abendessen eingeladen ist. Er ist überrascht, zwei Frauen die Tür zu öffnen, versteht sich aber vor allem mit Charlie sehr gut - bis er sie unabsichtlich beleidigt. Mandy vermutet, dass ihr Freund Travis fremdgeht. Sie und ihre Schwestern produzieren ein virales Musikvideo und rechnen in diesem mit Travis ab. Kyle legt sich unterdessen mit Ed an. |           |                         |                                 |                      |                                       |              |                                       |
| 10 | 10        | Von Mann zu Mann        | Last Christmas Standing         | 6. Dez. 2011         | 7. Nov. 2013                          | John Pasquin | Jack Burditt                          |
| Boyds Vater Ryan, der nach der Geburt Kristin mit ihrem Sohn allein gelassen und sie verlassen hat, erscheint nun in der Vorweihnachtszeit überraschend wieder auf der Bildfläche und möchte von nun an Teil in Boyds Leben sein. Mike ist auf Ryan wegen dessen Verantwortungslosigkeit in der Vergangenheit nicht gut zu sprechen und möchte verhindern, dass er sich in das Leben seiner Familie einmischt. Kyle, Kristins Freund, fühlt sich durch das Auftauchen von Boyds Vater bedroht. Unterdessen hilft Mandy bei „Outdoor Man“ als Weihnachtselfe neben dem Weihnachtsmann Ed aus. Als sie erfährt, dass sie und ihre Kollegen dafür kaum bezahlt werden sollen, organisiert sie eine Gewerkschaft und führt einen Arbeitskampf an. |           |                         |                                 |                      |                                       |              |                                       |
| 11 | 11        | Allgemeiner Burn-out    | The Passion of the Mandy        | 13. Dez. 2011        | 14. Nov. 2013                         | John Pasquin | Marsh McCall                          |
| Vanessa ist mit der Doppelbelastung Beruf und Haushalt überfordert. Als sie bei einem wichtigen Meeting einschläft und von ihrem Sessel fällt, will ihr Mike helfen und Hausarbeit abnehmen. Mandys Marketingstrategie bewahrt Eds Friseur vor der Pleite. Ed ist davon aber nicht sehr begeistert. Eve ist verliebt und will ihren Schwarm Viktor Blake mit einem neuen, weiblicheren Outfit beeindrucken, was allerdings misslingt. |           |                         |                                 |                      |                                       |              |                                       |
| 12 | 12        | Mond über Kenia         | Moon Over Kenya                 | 3. Jan. 2012         | 14. Nov. 2013                         | John Pasquin | Steve Baldikoski & Bryan Behar        |
| Ed verpflichtet den bekannten und etwas überdrehten Barsch-Angler Chad Bickle. Der Star der Szene erweist sich als anstrengend und unsympathisch, erweckt bei Mike aber den Wunsch, beruflich wieder vermehrt zu verreisen - zum Unbehagen von Vanessa. Beeindruckt vom Familienleben bei den Baxters besinnt sich Chad, beendet seine Karriere als Profiangler und kehrt zu seiner Ex-Freundin zurück. Als Ersatz für Chad engagiert Ed Tony Hawk. Die oft oberflächlich erscheinende Mandy macht sich vermehrt Gedanken um Themen wie Umweltschutz und soziale Gerechtigkeit und beschließt Veganerin zu werden und verschenkt viele ihrer teuren Kleidungsstücke. Ihre Schwestern ziehen sie damit auf, dass das wieder nur eine ihrer "Phasen" sei und sie diesen Lebensstil ohnehin nicht lange beibehalten werde. |           |                         |                                 |                      |                                       |              |                                       |
| 13 | 13        | Frischer Wind           | Take Your Daughter to Work      | 10. Jan. 2012        | 21. Nov. 2013                         | John Pasquin | Joe Port & Joe Wiseman                |
| Ed stellt seine Tochter Gabriella als Marketing-Expertin bei „Outdoor Man“ ein. Er möchte damit seine Fehler als Vater in der Vergangenheit wiedergutmachen. Gabriella ist übermütig und voller Tatendrang und möchte viele Änderungen im Geschäft vornehmen, zu viel des Guten für Mike, und Ed kann zu seiner Tochter nicht nein sagen. Unterdessen ist den Mädchen ein kleiner Hund zugelaufen, in den sich sie und Vanessa schnell verlieben. Als der Besitzer den Hund abholen kommt, möchten sie sich nicht mehr von ihm trennen, auf Mikes Betreiben hin übergeben sie ihn aber schließlich dem Besitzer. Dieser erscheint aber zu verantwortungslos für das Halten eines Haustieres, und als Mike die traurigen Augen seiner Töchter sieht, holt er den Hund zurück und kauft ihn dem Besitzer ab. |           |                         |                                 |                      |                                       |              |                                       |
| 14 | 14        | Nichts als die Wahrheit | Odd Couple Out                  | 17. Jan. 2012        | 21. Nov. 2013                         | John Pasquin | Liz Astrof & Linda Videtti Figueiredo |
| Da Mike bei der letzten Party seine Nachbarin Michelle beleidigt hat, indem er die Meteorologin despektierlich als "Wetterfee" bezeichnete, werden die Baxters zur nächsten Party gar nicht mehr eingeladen. Nachdem Vanessa herausgefunden hat, dass eine Party ohne sie stattgefunden hat, sucht sie das Gespräch mit Michelle, und als sich herausstellt, dass es Mikes Schuld war, versöhnen sich die beiden Freundinnen. Beim nächsten gemeinsamen Abendessen der beiden Paare droht Mike sich wieder danebenzubenehmen, diesmal stellt es sich aber als richtig heraus, als Mike die unglaubwürdigen Geschichten von Michelles Ehemann über seinen Militärdienst anzweifelt. Unterdessen hat die jüngste Tochter Eve zuhause das Auto beschädigt, als sie es unerlaubterweise aus der Garage fahren wollte. Die Mädchen versuchen vergeblich, die Delle in der Beifahrertür zu vertuschen. |           |                         |                                 |                      |                                       |              |                                       |
| 15 | 15        | Das Geisterhaus         | House of Spirits                | 7. Feb. 2012         | 28. Nov. 2013                         | John Pasquin | Liz Astrof & Linda Videtti Figueiredo |
| Vanessa hat Mike ein Buch über die Geschichte des Stadtviertels, in dem die Baxters leben, zum Geburtstag geschenkt. Mike findet darin den Hinweis, dass in dem Haus, wo sie wohnen, früher zwei ältere Damen gelebt haben und auch in diesem Haus verstorben sind. Das verängstigt die Mädchen, und sie meinen schon überall im Haus die Geister der früheren Bewohnerinnen zu sehen. Ein Medium wird engagiert, um mit den "Geistern" Kontakt aufzunehmen und sie dazu zu bewegen, das Haus zu verlassen. Durch die Sitzung bekommt es nun auch Vanessa mit der Angst zu tun, nur Mike hält nichts von dem Hokuspokus und bleibt ruhig. Schließlich schafft er es, Vanessa und die Mädchen zu beruhigen. Unterdessen bei "Outdoor Man": Ed, der als Chef natürlich wesentlich mehr verdient als Kyle, borgt sich von diesem trotzdem ständig Geld, zum Beispiel für das Mittagessen, und ist mit der Rückzahlung aber eher nachlässig. |           |                         |                                 |                      |                                       |              |                                       |
| 16 | 16        | Öko-Dämmerung           | Tree of Strife                  | 7. Feb. 2012         | 28. Nov. 2013                         | John Pasquin | Kevin Hench                           |
| In einer stürmischen Nacht stürzt ein Baum vor dem Haus der Baxters um und kracht durch ein Fenster. Mike versucht bei den städtischen Behörden eine Entschädigung für den entstandenen Schaden zu bekommen. Das stellt sich ob der Bürokratie aber als gar nicht so einfach heraus. Nun soll aus Sicherheitsgründen auch noch ein alter Baum vor dem Haus der Baxters, den die Familie aber über die Jahre lieb gewonnen hat, gefällt werden. Unterdessen hat Mandy die Chance, ihr Idol Kim Kardashian bei einer Autogrammstunde kennen zu lernen. Mandy ist so nervös, dass sie sich dort dermaßen danebenbenimmt, dass sie von den Bodyguards unverrichteter Dinge weggetragen werden muss. Zu allem Überfluss taucht auch noch ein Video von dem peinlichen Vorfall in der Öffentlichkeit auf. Kim Kardashian hat daraufhin Mitleid mit Mandy und stattet ihr zuhause mit der Filmcrew ihrer Reality-Show einen Besuch ab. |           |                         |                                 |                      |                                       |              |                                       |
| 17 | 17        | Adrenalin               | Adrenaline                      | 14. Feb. 2012        | 6. Dez. 2013                          | John Pasquin | Andy Gordon                           |
| Mike und Ed wollen den Verkauf bei "Outdoor Man" ankurbeln und engagieren den NASCAR-Fahrer Tony Stewart mitsamt seinem Rennwagen als Werbeträger. Mike möchte unbedingt eine Probefahrt mit dem Wagen machen, Tony lehnt das aber ab. Wenig später ist der Wagen plötzlich verschwunden. Tony vermutet Mike dahinter und "borgt" sich seinerseits dessen getunten Truck aus. Kristin will Fallschirm springen. Vanessa ist nach anfänglicher Skepsis von dieser Idee sehr angetan, da sie sich manchmal nach mehr Spontanität und Abenteuer in ihrem Leben – wie früher, bevor sie Mutter wurde – sehnt. |           |                         |                                 |                      |                                       |              |                                       |
| 18 | 18        | Baxter & Söhne          | Baxter & Sons                   | 21. Feb. 2012        | 6. Dez. 2013                          | John Pasquin | Kim Flagg & Marsh McCall              |
| Mikes Vater Bud und sein jüngerer Bruder Jim sind zu Besuch. Die beiden hoffen auf den Zuschlag, um eine neue Filiale von „Outdoor Man“ aufbauen zu können. Mike ist darauf scheinbar eifersüchtig, und die beiden Brüder geraten darüber in einen heftigen Streit. Dieser gefährdet auch die Finanzierung dieses Vorhabens durch einen Bankkredit, denn auch bei dem Termin mit dem jungen Bankier Richard Clark geraten die Brüder aneinander. Die Mädchen wollen ihrem alleinstehenden Großvater Bud eine Freundin beschaffen und erstellen für ihn ein Profil in einem Online-Dating-Portal. |           |                         |                                 |                      |                                       |              |                                       |
| 19 | 19        | Der Klingelputzer       | Ding Dong Ditch                 | 28. Feb. 2012        | 13. Dez. 2013                         | John Pasquin | Jon Haller                            |
| Seit einiger Zeit werden die Baxters jeden Abend Opfer eines Klingelstreiches. Mike versucht zunächst vergeblich, den Störenfried zu erwischen. Als es ihm schließlich mit einer Falle gelingt, verletzt sich der vermeintliche Störenfried Ben dabei und es stellt sich heraus, dass dieser seit einiger Zeit heimlich mit Eve geht. Bens Vater Frank will, dass Mike für die Behandlung von Bens Verletzung aufkommt. Kristin hat Schwierigkeiten, sich am College einzugewöhnen, und hadert darüber hinaus mit ihrer Wahl von Chemie als Hauptfach. Kyle hat bei Outdoor Man einen Arbeitsunfall und verletzt sich, Ed befürchtet nun, dass ihn Kyle deswegen verklagen könnte. |           |                         |                                 |                      |                                       |              |                                       |
| 20 | 20        | Basken unter sich       | Animal Wrongs                   | 20. März 2012        | 13. Dez. 2013                         | John Pasquin | Marsh McCall                          |
| Als Kyle in seiner Familiengeschichte forscht, stellt er fest, dass er wie sein Boss Ed baskischer Abstammung ist. Nach tiefer gehenden Nachforschungen stellt sich sogar heraus, dass sich ihre Familien kannten, allerdings nicht in einem freundschaftlichen Verhältnis. Kyle möchte nun diese "Familienfehde" friedlich beenden. Mandys neuer Freund Terrence engagiert sich für Tier- und Umweltschutz, was Mike schon skeptisch werden lässt. Beim ersten Besuch bei den Baxters macht sich Terrence dann bei Mike und Vanessa nicht sonderlich beliebt. |           |                         |                                 |                      |                                       |              |                                       |
| 21 | 21        | Dabei sein ist alles    | Wherefore Art Thou, Mike Baxter | 10. Apr. 2012        | 20. Dez. 2013                         | John Pasquin | Kevin Hench                           |
| Beim alljährlich stattfindenden „Grudge Cup“ handelt es sich um einen Wettbewerb, bei dem Teams von "Outdoor Man" und dem Konkurrenten "Teds Tacklebox" in verschiedenen Outdoor-Sportarten gegeneinander antreten. Das Team von "Outdoor Man" hat schon seit Jahren nicht mehr gewonnen, jetzt ist auch noch ein wegen seiner besonderen Fähigkeiten im Umgang mit Schusswaffen wertvolles Teammitglied ausgefallen, ebendiese Fähigkeiten haben den Meisterschützen ins Gefängnis gebracht. Ed und Mike suchen nun händeringend einen Ersatzmann, und die Entscheidung fällt schließlich zwangsläufig auf Kyle. Mit Mikes Beistand macht sich Kyle auch gar nicht so schlecht in dem Wettbewerb, allerdings verpasst Mike so nun den Auftritt seiner Tochter Mandy im Schultheater. Diese blamiert sich dabei, da sie den Text nicht beherrscht, sie war nur als Ersatz aufgestellt und ist kurzfristig zum Einsatz gekommen. Mandy fühlt sich von ihrem Vater im Stich gelassen und Vanessa rutscht es heraus, dass sie auch nicht immer große Lust hat, den außerschulischen Aktivitäten ihrer Töchter beizuwohnen, was neben Mandy auch noch die Fußballerin Eve enttäuscht. |           |                         |                                 |                      |                                       |              |                                       |
| 22 | 22        | Hoher Blutdruck         | This Bud’s For You              | 17. Apr. 2012        | 20. Dez. 2013                         | John Pasquin | Steve Baldikoski & Bryan Behar        |
| Mikes Vater Bud soll zukünftig in einem Apartment in der Nähe wohnen, während die neue "Outdoor Man"-Filiale gebaut wird, welche Bud und Jimmy betreuen sollen. Mike ist verstört, als plötzlich Stella, Buds neue Lebensgefährtin, auftaucht und bei ihm einzieht. Vanessa und die Mädchen sind begeistert von Stella und freuen sich über Buds neues Glück, dessen Frau und Mikes Mutter vor vielen Jahren gestorben ist. Mike hält es nicht aus, seinen Vater mit einer anderen Frau als seiner Mutter zu sehen, und regt sich darüber auf, so sehr, dass sich sein Blutdruck bedenklich erhöht, wie beim Gesundheits-Check in der Firma festgestellt wird. Von nun an versucht Mikes Umfeld jeglichen Stress von ihm fernzuhalten. |           |                         |                                 |                      |                                       |              |                                       |
| 23 | 23        | Im Rampenlicht          | The Spotlight                   | 1. Mai 2012          | 27. Dez. 2013                         | John Pasquin | Eben Russell                          |
| Als die jüngste Tochter der Familie kommt nun auch Eve an die Highschool. Sie fühlt sich unter den älteren Mitschülern unsicher ob ihres jugendlichen Aussehens. Ihre Schwester Mandy versucht ihr zu helfen, indem sie ihr einen "erwachseneren" Kleidungsstil verpasst. Währenddessen befindet sich Vanessa in einem Konkurrenzkampf um eine Auszeichnung als Elternsprecherin. Mike ist dabei nicht sehr hilfreich. Unterdessen bei "Outdoor Man": Ed lässt eine Action-Figur mit Mike als Vorbild produzieren, um sie als Werbefigur zu verkaufen. Doch die angelieferten Figuren weisen eine Reihe peinlicher Fehler auf. |           |                         |                                 |                      |                                       |              |                                       |
| 24 | 24        | Mein neuer Panzer       | Found Money                     | 8. Mai 2012          | 27. Dez. 2013                         | John Pasquin | Andy Gordon                           |
| April, Vanessas Schwester, stattet zu Mikes Leidwesen den Baxters einen Besuch ab. Vanessa hatte, ohne Mikes Wissen, ihrer Schwester in der Vergangenheit öfters größere Mengen Geld als Starthilfe für geplante Unternehmen geborgt, welche jedoch alle schnell scheiterten. Zwischen Mike und Vanessa entbrennt darüber ein Ehestreit. April hatte diesmal aber offenbar Erfolg und begleicht ihre Schulden auf einen Schlag, wobei unklar ist, woher das Geld genau kommt. Unterdessen hat Mike einen Panzer, welcher bei einer Werbeveranstaltung von "Outdoor-Man" zum Einsatz kam, ohne Vanessas Wissen gekauft. Als sie davon erfährt, wird der Streit zwischen dem Ehepaar weiter befeuert. Anderer Schauplatz: Kristin und Kyle sind in ihrer Beziehung offenbar unglücklich, was beide aber zunächst voreinander verheimlichen, um ihr Gegenüber nicht zu verletzen. Bei einem belanglosen Gespräch rutscht Kyle aber die Wahrheit heraus und das Paar trennt sich, in Frieden. Kyle bleibt weiterhin als Freund der Familie willkommen. |           |                         |                                 |                      |                                       |              |                                       |

## Staffel 2
Die Erstausstrahlung der zweiten Staffel wurde vom 2. November 2012 bis zum 22. März 2013 auf dem US-amerikanischen Fernsehsender ABC ausgestrahlt. Die deutschsprachige Erstausstrahlung sendete der deutsche Free-TV-Sender ProSieben Maxx vom 3. Januar bis zum 28. Februar 2014.
| Nr. (ges.) | Nr. (St.) | Deutscher Titel              | Originaltitel              | Erstausstrahlung USA | Deutschsprachige Erstausstrahlung (D) | Regie        | Drehbuch                                 |
| --- | --------- | ---------------------------- | -------------------------- | -------------------- | ------------------------------------- | ------------ | ---------------------------------------- |
| 25 | 1         | Qual der Wahl                | Voting                     | 2. Nov. 2012         | 3. Jan. 2014                          | John Pasquin | Tim Doyle & Jon Haller                   |
| In den USA steht die Präsidentschaftswahl 2012 an. Mandy ist zum ersten Mal wahlberechtigt und unentschlossen, wen sie wählen soll und ob sie überhaupt zur Wahl gehen will. Ihr konservativer Vater Mike versucht sie vom republikanischem Kandidaten Mitt Romney zu überzeugen, während ihre ältere liberale Schwester Kristin sie dazu bewegen will, den amtierenden demokratischen Präsidenten Barack Obama zu wählen. Mutter Vanessa hält sich aus den Diskussionen heraus und macht schon seit ihrer Hochzeit ein Geheimnis daraus, welche Partei sie wählt. Unbeeindruckt von den familiären Beeinflussungsversuchen bildet Mandy ihre eigene Meinung und entscheidet sich schließlich für Obama, was auch Mike letztendlich zerknirscht zur Kenntnis nehmen muss. Unterdessen sind Eve, Kyle und Ed mit Fantasy Football beschäftigt. Als Kyle einen Transfer mit seinem Chef Ed ausschlägt, welcher für Ed wohl die letzte Chance wäre noch einen Sieg von Eve zu verhindern, führt dies für ihn zu negativen beruflichen Konsequenzen - Ed lässt Kyle daraufhin beispielsweise als Bär verkleidet den Parkplatz reinigen. |           |                              |                            |                      |                                       |              |                                          |
| 26 | 2         | Völkerball                   | Dodgeball Club             | 9. Nov. 2012         | 3. Jan. 2014                          | John Pasquin | Kevin Hench                              |
| 27 | 3         | Hohe Erwartungen             | High Expectations          | 16. Nov. 2012        | 10. Jan. 2014                         | John Pasquin | Michael Shipley                          |
| 28 | 4         | Die Ex-Ex                    | Ed’s Twice Ex-Wife         | 23. Nov. 2012        | 10. Jan. 2014                         | John Pasquin | Sarah Jane Cunningham & Suzie V. Freeman |
| 29 | 5         | Eiskalte Nächte              | Mother Fracker             | 30. Nov. 2012        | 17. Jan. 2014                         | John Pasquin | Ed Yeager                                |
| 30 | 6         | Fleisch oder nicht Fleisch   | Circle of Life             | 7. Dez. 2012         | 17. Jan. 2014                         | John Pasquin | Vince Calandra                           |
| 31 | 7         | Der kleine Trommler          | Putting a Hit on Christmas | 14. Dez. 2012        | 24. Jan. 2014                         | John Pasquin | Mike Teverbaugh                          |
| 32 | 8         | Politisch unkorrekt          | Bullying                   | 4. Jan. 2013         | 24. Jan. 2014                         | John Pasquin | Kevin Hench                              |
| 33 | 9         | Ungeschminkte Wahrheit       | Attractive Architect       | 11. Jan. 2013        | 31. Jan. 2014                         | John Pasquin | Mike Teverbaugh                          |
| 34 | 10        | El Padre                     | The Help                   | 18. Jan. 2013        | 31. Jan. 2014                         | John Pasquin | Ed Yeager                                |
| 35 | 11        | Flaggenparade                | Mike’s Pole                | 1. Feb. 2013         | 7. Feb. 2014                          | John Pasquin | Vince Calandra                           |
| 36 | 12        | Mandys Quarterback           | Quarterback Boyfriend      | 8. Feb. 2013         | 7. Feb. 2014                          | John Pasquin | Sid Youngers                             |
| 37 | 13        | Schall und Rauch             | What’s in a Name?          | 15. Feb. 2013        | 14. Feb. 2014                         | John Pasquin | Kevin Hench                              |
| 38 | 14        | Politisch korrekt            | Buffalo Bill Day           | 22. Feb. 2013        | 14. Feb. 2014                         | John Pasquin | Julie Larson                             |
| 39 | 15        | Psychologische Kriegsführung | Breaking Curfew            | 1. März 2013         | 21. Feb. 2014                         | John Pasquin | Vince Calandra                           |
| 40 | 16        | Der Privattrainer            | Private Coach              | 8. März 2013         | 21. Feb. 2014                         | John Pasquin | Ed Yeager                                |
| 41 | 17        | Gewalt ist keine Lösung      | The Fight                  | 15. März 2012        | 28. Feb. 2014                         | John Pasquin | Michael Shipley                          |
| 42 | 18        | College Girl                 | College Girl               | 22. März 2013        | 28. Feb. 2014                         | John Pasquin | Sarah Jane Cunningham & Suzie V. Freeman |

## Staffel 3
Die Erstausstrahlung der dritten Staffel war vom 20. September 2013 bis zum 25. April 2014 auf dem US-amerikanischen Fernsehsender ABC zu sehen. Die deutschsprachige Erstausstrahlung sendete der deutsche Free-TV-Sender ProSieben Maxx vom 7. März bis zum 4. Juli 2014.
| Nr. (ges.) | Nr. (St.) | Deutscher Titel         | Originaltitel            | Erstausstrahlung USA | Deutschsprachige Erstausstrahlung (D) | Regie                  | Drehbuch                                                       |
| ---------- | --------- | ----------------------- | ------------------------ | -------------------- | ------------------------------------- | ---------------------- | -------------------------------------------------------------- |
| 43         | 1         | Multi-Kulti             | Back to School           | 20. Sep. 2013        | 7. März 2014                          | John Pasquin           | Kevin Hench                                                    |
| 44         | 2         | Eve voll in Fahrt       | Driving Lessons          | 27. Sep. 2013        | 7. März 2014                          | John Pasquin           | Mike Teverbaugh                                                |
| 45         | 3         | Die Studentenverbindung | Pledging                 | 4. Okt. 2013         | 14. März 2014                         | John Pasquin           | Michael Shipley                                                |
| 46         | 4         | Beziehungsstreik        | Ryan v. John Baker       | 11. Okt. 2013        | 14. März 2014                         | John Pasquin           | Ed Yeager                                                      |
| 47         | 5         | Die Riesenspinne        | Haunted House            | 18. Okt. 2013        | 21. März 2014                         | Jonathan Taylor Thomas | Amy Mass                                                       |
| 48         | 6         | Allerbeste Feinde       | Larabee for School Board | 1. Nov. 2013         | 21. März 2014                         | John Pasquin           | Vince Calandra                                                 |
| 49         | 7         | Völlig unverfroren      | Shoveling Snow           | 8. Nov. 2013         | 28. März 2014                         | John Pasquin           | Mike Haukom                                                    |
| 50         | 8         | Vanessa mischt sich ein | Vanessa Fixes Kyle       | 15. Nov. 2013        | 4. Apr. 2014                          | John Pasquin           | Kevin Abbott                                                   |
| 51         | 9         | Bekifftes Thanksgiving  | Thanksgiving             | 22. Nov. 2013        | 11. Apr. 2014                         | Ted Wass               | Vince Calandra                                                 |
| 52         | 10        | Nur ein Klaps           | Spanking                 | 6. Dez. 2013         | 25. Apr. 2014                         | John Pasquin           | Miriam Tragdon & Gracie Charters                               |
| 53         | 11        | Elfie                   | Elfie                    | 13. Dez. 2013        | 2. Mai 2014                           | Ted Wass               | Handlung: Maisie Culver Schauspiel: Bryan Larrivee & D.J. Ryan |
| 54         | 12        | Alles über Eve          | All About Eve            | 10. Jan. 2014        | 9. Mai 2014                           | John Pasquin           | Kevin Hench                                                    |
| 55         | 13        | Pillen für Boyd         | Breaking Boyd            | 17. Jan. 2014        | 16. Mai 2014                          | John Pasquin           | Lisa K. Nelson                                                 |
| 56         | 14        | Sklavenhalter           | Renaming Boyd’s School   | 24. Jan. 2014        | 23. Mai 2014                          | John Pasquin           | Jonathan Haller                                                |
| 57         | 15        | Schock am Valentinstag  | Tasers                   | 31. Jan. 2014        | 30. Mai 2014                          | John Pasquin           | Sid Youngers                                                   |
| 58         | 16        | Schwerenöter Muffin     | Stud Muffin              | 28. Feb. 2014        | 6. Juni 2014                          | Ted Wass               | Tim Doyle                                                      |
| 59         | 17        | Eves Freund             | Eve’s Boyfriend          | 7. März 2014         | 13. Juni 2014                         | John Pasquin           | Mike Haukom                                                    |
| 60         | 18        | Projekt Mandy           | Project Mandy            | 28. März 2014        | 20. Juni 2014                         | John Pasquin           | Mike Haukom                                                    |
| 61         | 19        | Hardliner Hardin        | Hard-Ass Teacher         | 4. Apr. 2014         | 27. Juni 2014                         | Jonathan Taylor Thomas | Mike Teverbaugh                                                |
| 62         | 20        | Erziehungsversuche      | Parenting Bud            | 11. Apr. 2014        | 27. Juni 2014                         | John Pasquin           | Vince Calandra                                                 |
| 63         | 21        | Die Eizellenspende      | April, Come She Will     | 18. Apr. 2014        | 4. Juli 2014                          | John Pasquin           | Kevin Hench                                                    |
| 64         | 22        | Rodeo-Boyd              | Mutton Busting           | 25. Apr. 2014        | 4. Juli 2014                          | Tim Doyle              | Michael Shipley                                                |

## Staffel 4
Die Erstausstrahlung der vierten Staffel war vom 3. Oktober 2014 bis zum 17. April 2015 auf dem US-amerikanischen Fernsehsender ABC zu sehen. Die deutschsprachige Erstausstrahlung sendete der österreichische Free-TV-Sender ORF eins vom 3. August bis zum 15. September 2016.
| Nr. (ges.) | Nr. (St.) | Deutscher Titel           | Originaltitel        | Erstausstrahlung USA | Deutschsprachige Erstausstrahlung (A) | Regie             | Drehbuch        |
| ---------- | --------- | ------------------------- | -------------------- | -------------------- | ------------------------------------- | ----------------- | --------------- |
| 65         | 1         | Volltreffer               | Here’s the Kicker    | 3. Okt. 2014         | 3. Aug. 2016                          | John Pasquin      | Michael Shipley |
| 66         | 2         | Fingerpistole             | War Games            | 3. Okt. 2014         | 4. Aug. 2016                          | Victor Gonzalez   | Kevin Hench     |
| 67         | 3         | Wiederentdecktes Amerika  | Rediscover America   | 10. Okt. 2014        | 5. Aug. 2016                          | Victor Gonzalez   | Vince Calandra  |
| 68         | 4         | Erdrutsch                 | Sinkhole             | 17. Okt. 2014        | 22. Aug. 2016                         | Joel Murray       | Vince Calandra  |
| 69         | 5         | Schulprobleme             | School Merger        | 24. Okt. 2014        | 23. Aug. 2016                         | John Pasquin      | Mike Teverbaugh |
| 70         | 6         | Branding, Mandy!          | Mike Advises Mandy   | 31. Okt. 2014        | 24. Aug. 2016                         | John Pasquin      | Ed Yeager       |
| 71         | 7         | Einmal Windpocken, bitte! | Big Shots            | 7. Nov. 2014         | 25. Aug. 2016                         | John Pasquin      | Joey Gutierrez  |
| 72         | 8         | Riskantes Verhalten       | Risky Behavior       | 14. Nov. 2014        | 26. Aug. 2016                         | John Pasquin      | Mike Haukom     |
| 73         | 9         | Glühbirnenwechsel         | Changing Light Bulbs | 21. Nov. 2014        | 29. Aug. 2016                         | Ted Wass          | Lisa K. Nelson  |
| 74         | 10        | Das Wildrestaurant        | Outdoor Man Grill    | 5. Dez. 2014         | 30. Aug. 2016                         | Ted Wass          | Tim Doyle       |
| 75         | 11        | Hochzeitsplanung          | Wedding Planning     | 12. Dez. 2014        | 31. Aug. 2016                         | Robbie Countryman | Matt Berry      |
| 76         | 12        | Helen Potts               | Helen Potts          | 9. Jan. 2015         | 1. Sep. 2016                          | John Pasquin      | Amy Mass        |
| 77         | 13        | Plakatschmierereien       | Mike Hires Chuck     | 16. Jan. 2015        | 2. Sep. 2016                          | John Pasquin      | Mike Haukom     |
| 78         | 14        | Trennungsschmerz          | Eve’s Breakup        | 30. Jan. 2015        | 5. Sep. 2016                          | John Pasquin      | Michael Shipley |
| 79         | 15        | Big Brother               | Big Brother          | 6. Feb. 2015         | 6. Sep. 2016                          | John Pasquin      | Lisa K. Nelson  |
| 80         | 16        | Ruhetag                   | Three Sundays        | 20. Feb. 2015        | 7. Sep. 2016                          | Victor Gonzalez   | Vince Calandra  |
| 81         | 17        | Kyles Freund              | Kyle’s Friend        | 27. Feb. 2015        | 8. Sep. 2016                          | Victor Gonzalez   | Joey Gutierrez  |
| 82         | 18        | Mandys Party              | Mandy’s Party        | 13. März 2015        | 9. Sep. 2016                          | Victor Gonzalez   | Matt Berry      |
| 83         | 19        | New York, New York        | Summer Internship    | 20. März 2015        | 12. Sep. 2016                         | Victor Gonzalez   | Maisie Culver   |
| 84         | 20        | Jagdgeschichten           | Restaurant Opening   | 3. Apr. 2015         | 13. Sep. 2016                         | Victor Gonzalez   | Gracie Charters |
| 85         | 21        | Die Kupplerin             | Vanessa Fixes up Eve | 10. Apr. 2015        | 14. Sep. 2016                         | Tim Doyle         | Ed Yeager       |
| 86         | 22        | Liebster Daddy            | Daddy Dearest        | 17. Apr. 2015        | 15. Sep. 2016                         | Robbie Countryman | Mike Teverbaugh |

## Staffel 5
Die Erstausstrahlung der fünften Staffel war vom 25. September 2015 bis zum 22. April 2016 auf dem US-amerikanischen Fernsehsender ABC zu sehen. Die deutschsprachige Erstausstrahlung sendete der deutsche Pay-TV-Sender ProSieben Fun vom 11. bis 25. März 2020.
| Nr. (ges.) | Nr. (St.) | Deutscher Titel                | Originaltitel          | Erstausstrahlung USA | Deutschsprachige Erstausstrahlung (D) | Regie                  | Drehbuch               |
| ---------- | --------- | ------------------------------ | ---------------------- | -------------------- | ------------------------------------- | ---------------------- | ---------------------- |
| 87         | 1         | Der Wolf kehrt zurück          | The Wolf Returns       | 25. Sept. 2015       | 11. März 2020                         | John Pasquin           | Michael Shipley        |
| 88         | 2         | Helikopter-Väter               | Free Range Parents     | 2. Okt. 2015         | 11. März 2020                         | Victor Gonzalez        | Ed Yeager              |
| 89         | 3         | Ping-Pong                      | Ping-pong              | 9. Okt. 2015         | 12. März 2020                         | Victor Gonzalez        | Kevin Hench            |
| 90         | 4         | Ryan, der Hauslehrer           | Educating Boyd         | 16. Okt. 2015        | 12. März 2020                         | Victor Gonzalez        | Mike Haukom            |
| 91         | 5         | Nur keine Familienkutsche      | The Road Less Driven   | 23. Okt. 2015        | 13. März 2020                         | John Pasquin           | Jon Haller             |
| 92         | 6         | Hexen, Hasch und Halloween     | Halloween              | 30. Okt. 2015        | 13. März 2020                         | Victor Gonzalez        | Mike Teverbaugh        |
| 93         | 7         | Dallas ruft                    | The Dad Hat            | 6. Nov. 2015         | 16. März 2020                         | Victor Gonzalez        | Maisie Culver          |
| 94         | 8         | Die Nervensäge                 | The Big Sleepover      | 13. Nov. 2015        | 16. März 2020                         | Victor Gonzalez        | Sid Youngers           |
| 95         | 9         | Die Dankbarkeitsliste          | The Gratitude List     | 20. Nov. 2015        | 17. März 2020                         | John Pasquin           | Richard B. Manus       |
| 96         | 10        | Dr. Jekyll und Mr. Hyde        | The Puck Stops Here    | 4. Dez. 2015         | 17. März 2020                         | Victor Gonzalez        | Kevin Hench            |
| 97         | 11        | Neu-Nachten                    | Gift of the Wise Man   | 11. Dez. 2015        | 18. März 2020                         | Robbie Countryman      | Kevin Abbott           |
| 98         | 12        | Der Polar-Lauf                 | Polar Run              | 8. Jan. 2016         | 18. März 2020                         | Victor Gonzalez        | Joey Gutierrez         |
| 99         | 13        | Probieren geht über studieren  | Mike and the Mechanics | 15. Jan. 2016        | 19. März 2020                         | Robbie Countryman      | Mike Haukom            |
| 100        | 14        | Antrag im Käsekuchen           | The Ring               | 29. Jan. 2016        | 19. März 2020                         | Victor Gonzalez        | Ed Yeager              |
| 101        | 15        | Trautes Heim, Klotz am Bein    | Home Sweet Loan        | 5. Feb. 2016         | 20. März 2020                         | Victor Gonzalez        | Dylan Tanous           |
| 102        | 16        | Das verborgene Talent          | Eve's Band             | 19. Feb. 2016        | 20. März 2020                         | Jonathan Taylor Thomas | Michael Shipley        |
| 103        | 17        | Panzer und Erinnerungen        | Tanks for the Memories | 26. Feb. 2016        | 23. März 2020                         | Victor Gonzalez        | Mike Teverbaugh        |
| 104        | 18        | Frauenschuppen, Herrenschuppen | He Shed She Shed       | 11. März 2016        | 23. März 2020                         | Victor Gonzalez        | Lisa K. Nelson         |
| 105        | 19        | Outdoor Woman                  | Outdoor Woman          | 18. März 2016        | 24. März 2020                         | Victor Gonzalez        | Pat Bullard            |
| 106        | 20        | Das Mutter-Tattoo              | Tattoo                 | 8. Apr. 2016         | 24. März 2020                         | Tim Allen              | Gracie Charters        |
| 107        | 21        | Der Ehe-Doktor                 | The Marriage Doctor    | 15. Apr. 2016        | 25. März 2020                         | Tim Clark              | Lisa K. Nelson         |
| 108        | 22        | Der verlorene Sohn             | The Shortcut           | 22. Apr. 2016        | 25. März 2020                         | Victor Gonzalez        | Matt Berry & Ed Yeager |

## Staffel 6
Die Erstausstrahlung der sechsten Staffel war vom 23. September 2016 bis zum 31. März 2017 auf dem US-amerikanischen Fernsehsender ABC zu sehen. Die deutschsprachige Erstausstrahlung der Folgen 1 bis 18 wurde vom 4. Juli bis zum 29. August 2020 beim deutschen Free-TV-Sender ProSieben gesendet. Die letzten vier Folgen wurden erstmals am 2. und 3. September 2020 beim deutschen Pay-TV-Sender ProSieben Fun gesendet.
| Nr. (ges.) | Nr. (St.) | Deutscher Titel              | Originaltitel                     | Erstausstrahlung USA | Deutschsprachige Erstausstrahlung (D) | Regie           | Drehbuch                       |
| ---------- | --------- | ---------------------------- | --------------------------------- | -------------------- | ------------------------------------- | --------------- | ------------------------------ |
| 109        | 1         | Papa Bär                     | Papa Bear                         | 23. Sep. 2016        | 4. Juli 2020                          | Victor Gonzalez | Jack Burditt & Michael Shipley |
| 110        | 2         | Kyles großer Tag             | Gameday Forecast: Showers         | 30. Sep. 2016        | 4. Juli 2020                          | Victor Gonzalez | Kevin Abbott                   |
| 111        | 3         | Der Schweigepakt             | Where There's Smoke, There's Ire  | 7. Okt. 2016         | 11. Juli 2020                         | Victor Gonzalez | Lisa K. Nelson                 |
| 112        | 4         | Nicht ganz der Vater         | Boyd Will Be Boyd                 | 14. Okt. 2016        | 11. Juli 2020                         | Victor Gonzalez | Kevin Hench                    |
| 113        | 5         | Halloween nervt              | Trick or Treat                    | 21. Okt. 2016        | 18. Juli 2020                         | Victor Gonzalez | Ed Yeager                      |
| 114        | 6         | Eve geht ihren Weg           | A New Place for One of Our People | 4. Nov. 2016         | 18. Juli 2020                         | Victor Gonzalez | Mike Teverbaugh                |
| 115        | 7         | Die Braut ist ein Monster    | Bridezilla vs. The Baxters        | 11. Nov. 2016        | 25. Juli 2020                         | Victor Gonzalez | Maisie Culver                  |
| 116        | 8         | Autos und Väter              | My Father the Car                 | 18. Nov. 2016        | 25. Juli 2020                         | Victor Gonzalez | Jon Haller                     |
| 117        | 9         | Regelverstoß                 | Precious Snowflake                | 2. Dez. 2016         | 1. Aug. 2020                          | Victor Gonzalez | Mike Haukom                    |
| 118        | 10        | Vanessas Restaurierung       | Help Wanted                       | 9. Dez. 2016         | 1. Aug. 2020                          | Victor Gonzalez | Sid Youngers                   |
| 119        | 11        | Ich heiße Rob                | My Name is Rob                    | 16. Dez. 2016        | 8. Aug. 2020                          | Victor Gonzalez | Matt Berry                     |
| 120        | 12        | Drei Schwestern              | Three Sisters                     | 6. Jan. 2017         | 8. Aug. 2020                          | Victor Gonzalez | Holly Hester                   |
| 121        | 13        | Reise ins Innere des Körpers | Explorers                         | 13. Jan. 2017        | 15. Aug. 2020                         | Tim Clark       | Mike Teverbaugh                |
| 122        | 14        | Fummeln verboten             | A House Divided                   | 20. Jan. 2017        | 15. Aug. 2020                         | Victor Gonzalez | Michael Shipley                |
| 123        | 15        | Männer backen nicht          | The Fixer                         | 27. Jan. 2017        | 22. Aug. 2020                         | Victor Gonzalez | Jon Haller                     |
| 124        | 16        | Ausgestopfter Hund           | The Force                         | 3. Feb. 2017         | 22. Aug. 2020                         | Jean Sagal      | Kevin Hench                    |
| 125        | 17        | Literaturliebhaber           | The Friending Library             | 17. Feb. 2017        | 29. Aug. 2020                         | Tim Allen       | Pat Bullard                    |
| 126        | 18        | Ab in die Kirche             | Take Me to Church                 | 24. Feb. 2017        | 29. Aug. 2020                         | Victor Gonzalez | Jon Haller & Maisie Culver     |
| 127        | 19        | Bestes Baxter Business       | House of Tutor                    | 10. März 2017        | 2. Sep. 2020                          | Victor Gonzalez | Dylan Tanous                   |
| 128        | 20        | Klatsch und Tratsch          | Heavy Meddle                      | 17. März 2017        | 2. Sep. 2020                          | Victor Gonzalez | Richard Brandon Manus          |
| 129        | 21        | Kein guter Tag, um zu erben  | Bad Heir Day                      | 24. März 2017        | 3. Sep. 2020                          | Victor Gonzalez | Ed Yeager & Lisal K. Nelson    |
| 130        | 22        | Stressbewältigung            | Shadowboxing                      | 31. März 2017        | 3. Sep. 2020                          | Victor Gonzalez | Michael Shipley & Mike Haukom  |

## Staffel 7
Die Erstausstrahlung der siebten Staffel war vom 28. September 2018 bis zum 10. Mai 2019 auf dem US-amerikanischen Fernsehsender Fox zu sehen. Die deutschsprachige Erstausstrahlung der ersten vier Folgen wurden am 19. und 26. September 2020 beim deutschen Free-TV-Sender ProSieben gesendet. Die weiteren Erstausstrahlungen wurden vom 7. bis zum 19. Oktober 2020 beim deutschen Pay-TV-Sender ProSieben Fun gesendet.
| Nr. (ges.) | Nr. (St.) | Deutscher Titel                     | Originaltitel                     | Erstausstrahlung USA | Deutschsprachige Erstausstrahlung (D) | Regie             | Drehbuch                                       |
| ---------- | --------- | ----------------------------------- | --------------------------------- | -------------------- | ------------------------------------- | ----------------- | ---------------------------------------------- |
| 131        | 1         | Familienstreit für Fortgeschrittene | Welcome Baxter                    | 28. Sep. 2018        | 19. Sep. 2020                         | John Pasquin      | Kevin Abbott                                   |
| 132        | 2         | Die Wahrheit über Bud               | Man vs. Myth                      | 5. Okt. 2018         | 19. Sep. 2020                         | John Pasquin      | Matt Berry                                     |
| 133        | 3         | Mike übernimmt den Laden            | Giving Mike the Business          | 12. Okt. 2018        | 26. Sep. 2020                         | John Pasquin      | Jon Haller                                     |
| 134        | 4         | Die Meisterin der Streiche          | Bride of Pranksenstein            | 19. Okt. 2018        | 26. Sep. 2020                         | Jean Sagal        | Claire Mulaney                                 |
| 135        | 5         | Eine flog ins leere Nest            | One Flew Into the Empty Nest      | 2. Nov. 2018         | 7. Okt. 2020                          | Andy Cadiff       | Ed Yeager                                      |
| 136        | 6         | Mutter-Komplexe                     | The Courtship of Vanessa’s Mother | 9. Nov. 2018         | 7. Okt. 2020                          | Andy Cadiff       | Mike Teverbaugh & Linda Teverbaugh             |
| 137        | 7         | Träume sind Schäume                 | Dream vs. Reality                 | 16. Nov. 2018        | 8. Okt. 2020                          | Jean Segal        | Jacob Brown                                    |
| 138        | 8         | Auf den Hund gekommen               | HR’s Rough n’ Stuff               | 7. Dez. 2018         | 8. Okt. 2020                          | Victor Gonzalez   | Josh Greenberg                                 |
| 139        | 9         | Geben und Nehmen                    | The Gift of the Mike Guy          | 14. Dez. 2018        | 9. Okt. 2020                          | Robbie Countryman | Jon Haller                                     |
| 140        | 10        | Drei unterwegs                      | Three for the Road                | 4. Jan. 2019         | 9. Okt. 2020                          | Dave Cove         | Jordan Black                                   |
| 141        | 11        | Gemeinsame Gemeinsamkeiten          | Common Ground                     | 11. Jan. 2019        | 12. Okt. 2020                         | Phill Lewis       | Pat Bullard                                    |
| 142        | 12        | 3 Töchter und kein Handy            | Cabin Pressure                    | 1. Feb. 2019         | 12. Okt. 2020                         | Victor Gonzalez   | Mike Teverbaugh & Linda Teverbaugh             |
| 143        | 13        | Pastor Mike                         | The Best Man                      | 15. Feb. 2019        | 13. Okt. 2020                         | Victor Gonzales   | Matt Berry                                     |
| 144        | 14        | Familienmitglied                    | Sibling Quibbling                 | 15. Feb. 2019        | 13. Okt. 2020                         | Victor Gonzalez   | Josh Greenberg                                 |
| 145        | 15        | Sabotage                            | Arrest Her Development            | 22. Feb. 2019        | 14. Okt. 2020                         | Victor Gonzalez   | Erin Berry                                     |
| 146        | 16        | Ab in die Wildnis                   | Urban Exploring                   | 1. März 2019         | 14. Okt. 2020                         | Victor Gonzalez   | Jordan Black                                   |
| 147        | 17        | Karten auf den Tisch                | Cards on the Table                | 8. März 2019         | 15. Okt. 2020                         | Victor Gonzalez   | Jacob Brown                                    |
| 148        | 18        | Das junge Glück                     | Otherwise Engaged                 | 15. März 2019        | 15. Okt. 2020                         | Victor Gonzalez   | Brett Isaacson & TJ Martell Idee: Tommy Wright |
| 149        | 19        | Schwestermonster                    | The Passion of Paul               | 22. März 2019        | 16. Okt. 2020                         | Tim Allen         | Pat Bullard                                    |
| 150        | 20        | Mandys neue Designs                 | Yass Queen                        | 19. Apr. 2019        | 16. Okt. 2020                         | Tim Clark         | Kevin Hench                                    |
| 151        | 21        | Eifersüchtige Töchter               | The Favourite                     | 3. Mai 2019          | 19. Okt. 2020                         | Jean Sagal        | Ed Yeager                                      |
| 152        | 22        | Der große Rauswurf                  | A Moving Finale                   | 10. Mai 2019         | 19. Okt. 2020                         | Victor Gonzalez   | Kevin Abbott                                   |

## Staffel 8
Die Erstausstrahlung der achten Staffel war vom 2. Januar 2020 bis zum 30. April 2020 auf dem US-amerikanischen Fernsehsender Fox zu sehen. Die deutschsprachige Erstausstrahlung der ersten vier Folgen wurden am 12. und 19. Dezember 2020 beim deutschen TV-Sender ProSieben gesendet. Der deutsche Pay-TV-Sender ProSieben Fun sendet die restlichen Folgen als deutsche Erstausstrahlung vom 25. Dezember 2020 bis zum 6. Januar 2021.
| Nr. (ges.) | Nr. (St.) | Deutscher Titel                   | Originaltitel               | Erstausstrahlung USA | Deutschsprachige Erstausstrahlung (D) | Regie               | Drehbuch                                       |
| ---------- | --------- | --------------------------------- | --------------------------- | -------------------- | ------------------------------------- | ------------------- | ---------------------------------------------- |
| 153        | 1         | Über Babys lässt sich streiten    | No Parental Guidance        | 2. Jan. 2020         | 12. Dez. 2020                         | Andy Cadiff         | Kevin Abbott                                   |
| 154        | 2         | Getriebeschaden                   | Wrench in the Works         | 9. Jan. 2020         | 12. Dez. 2020                         | Andy Cadiff         | Jon Haller                                     |
| 155        | 3         | Ich bin froh, dass er fischen ist | Yours, Wine, and Ours       | 9. Jan. 2020         | 19. Dez. 2020                         | Victor Gonzalez     | Mike & Linda Teverbaugh                        |
| 156        | 4         | Die Geheimniskrämer               | You’ve Got Male (or Female) | 9. Jan. 2020         | 19. Dez. 2020                         | Victor Gonzalez     | Kevin Hench                                    |
| 157        | 5         | Das Büro                          | The Office                  | 16. Jan. 2020        | 25. Dez. 2020                         | Victor Gonzalez     | Pat Bullard                                    |
| 158        | 6         | Der Ruf Gottes                    | Mysterious Ways             | 16. Jan. 2020        | 28. Dez. 2020                         | Victor Gonzalez     | Matt Berry                                     |
| 159        | 7         | Getrennte Betten                  | Bedtime Story               | 23. Jan. 2020        | 28. Dez. 2020                         | Robbie Countryman   | Josh Greenberg                                 |
| 160        | 8         | Nierenstein-Romanze               | Romancing the Stone         | 30. Jan. 2020        | 29. Dez. 2020                         | Robbie Countryman   | Mackenzie Yeager                               |
| 161        | 9         | Girls Rock                        | Girls Rock                  | 6. Feb. 2020         | 29. Dez. 2020                         | Dave Cove           | Claire Mulaney                                 |
| 162        | 10        | Gemeinsam gefeuert                | Break Out the Campaign      | 13. Feb. 2020        | 30. Dez. 2020                         | Tim Allen           | Jordan Black                                   |
| 163        | 11        | Was die Katze sieht               | Baked Sale                  | 20. Feb. 2020        | 30. Dez. 2020                         | Andy Cadiff         | Jenny Yang                                     |
| 164        | 12        | In Amors Armen                    | I'm with Cupid              | 27. Feb. 2020        | 31. Dez. 2020                         | Andy Cadiff         | Jacob Brown                                    |
| 165        | 13        | Prüfungsängste                    | Student Doubt               | 5. März 2020         | 31. Dez. 2020                         | Leslie Kolins Small | Pat Bullard                                    |
| 166        | 14        | Das Fetter-Barsch-Festival        | This Too Shall Bass         | 12. März 2020        | 1. Jan. 2021                          | Andy Cadiff         | Erin Berry                                     |
| 167        | 15        | Chili Chili Bang Bang             | Chili Chili Bang Bang       | 19. März 2020        | 1. Jan. 2021                          | Victor Gonzalez     | Jon Haller                                     |
| 168        | 16        | Im Netz der Spinne                | Along Came a Spider         | 26. März 2020        | 4. Jan. 2021                          | Victor Gonzalez     | Ed Yeager                                      |
| 169        | 17        | Veränderungen                     | Keep the Change             | 2. Apr. 2020         | 4. Jan. 2021                          | Victor Gonzalez     | Mike Teverbaugh & Linda Teverbaugh             |
| 170        | 18        | Der dritte Mann                   | Garage Band                 | 9. Apr. 2020         | 5. Jan. 2021                          | Amanda Fuller       | Josh Greenberg                                 |
| 171        | 19        | Heiliges Bowlen                   | The Big LeBaxter            | 16. Apr. 2020        | 5. Jan. 2021                          | Andy Cadiff         | Erin Berry                                     |
| 172        | 20        | Lügen haben dicke Bäuche          | Extrasensory Deception      | 23. Apr. 2020        | 6. Jan. 2021                          | Victor Gonzalez     | Brett Isaacson & TJ Martell Idee: Tommy Wright |
| 173        | 21        | Der Sonntagmorgen-Frühstücksclub  | How You Like Them Pancakes? | 30. Apr. 2020        | 6. Jan. 2021                          | Victor Gonzalez     | Jacob Brown                                    |

## Staffel 9
Die Erstausstrahlung der neunten Staffel war vom 3. Januar bis zum 20. Mai 2021 auf dem US-amerikanischen Fernsehsender Fox zu sehen. Die deutschsprachige Erstausstrahlung der neunten Staffel wurde vom 13. September bis zum 11. Oktober 2021 auf dem deutschen Free-TV-Sender ProSieben gesendet. 
| Nr. (ges.) | Nr. (St.) | Deutscher Titel               | Originaltitel                | Erstausstrahlung USA | Deutschsprachige Erstausstrahlung (D) | Regie               | Drehbuch                                       |
| ---------- | --------- | ----------------------------- | ---------------------------- | -------------------- | ------------------------------------- | ------------------- | ---------------------------------------------- |
| 174        | 1         | Die Zeit vergeht im Flug      | Time Flies                   | 3. Jan. 2021         | 13. Sep. 2021                         | Victor Gonzalez     | Erin Berry                                     |
| 175        | 2         | Der doppelte Mike             | Dual Time                    | 7. Jan. 2021         | 14. Sep. 2021                         | Victor Gonzalez     | Jon Haller                                     |
| 176        | 3         | Karrieresprung                | High on the Corporate Ladder | 14. Jan. 2021        | 15. Sep. 2021                         | Victor Gonzalez     | Mike & Linda Teverbaugh                        |
| 177        | 4         | Überraschungsbesuch           | Jen Again                    | 21. Jan. 2021        | 16. Sep. 2021                         | Victor Gonzalez     | Jenny Yang                                     |
| 178        | 5         | Outdoor Kleinkinder           | Outdoor Toddler              | 28. Jan. 2021        | 17. Sep. 2021                         | Victor Gonzalez     | Kevin Hench                                    |
| 179        | 6         | Ein Narr und sein Geld        | A Fool and His Money         | 4. Feb. 2021         | 20. Sep. 2021                         | Victor Gonzalez     | Josh Greenberg                                 |
| 180        | 7         | Annie und Vannie              | Preschool Confidential       | 11. Feb. 2021        | 21. Sep. 2021                         | Victor Gonzalez     | Pat Bullard                                    |
| 181        | 8         | Der Scheunenfund-Wettkampf    | Lost and Found               | 18. Feb. 2021        | 22. Sep. 2021                         | Victor Gonzalez     | King Hassan                                    |
| 182        | 9         | Ende der Grill-Saison         | Grill in the Mist            | 25. Feb. 2021        | 23. Sep. 2021                         | Robbie Countryman   | Jacob Brown                                    |
| 183        | 10        | Fleischloser Mike             | Meatless Mike                | 4. März 2021         | 24. Sep. 2021                         | Dave Cove           | Ed Yeager                                      |
| 184        | 11        | Granny Nanny                  | Granny Nanny                 | 11. März 2021        | 27. Sep. 2021                         | Robbie Countryman   | Claire Mulaney                                 |
| 185        | 12        | Hebammen-Alarm                | Midwife Crisis               | 18. März 2021        | 28. Sep. 2021                         | Victor Gonzalez     | Kevin Hench                                    |
| 186        | 13        | Du bist am Zug                | Your Move                    | 25. März 2021        | 29. Sep. 2021                         | Victor Gonzalez     | Erin Berry                                     |
| 187        | 14        | Eve und ihre Nichten          | The Two Nieces of Eve        | 8. Apr. 2021         | 30. Sep. 2021                         | Dave Cove           | Jordan Black                                   |
| 188        | 15        | Schmetterlingseffekt          | Butterfly Effect             | 15. Apr. 2021        | 1. Okt. 2021                          | Amanda Fuller       | Jon Haller                                     |
| 189        | 16        | Fast beste Freunde            | Parent-normal Activity       | 22. Apr. 2021        | 4. Okt. 2021                          | Jordan Masterson    | Brett Isaacson & TJ Martell Idee: Tommy Wright |
| 190        | 17        | Verhandlungs-Spielraum        | Love & Negotiation           | 29. Apr. 2021        | 5. Okt. 2021                          | Christoph Sanders   | Mike & Linda Teverbaugh                        |
| 191        | 18        | Ein Hoch auf die Flexibilität | Yoga and Boo-Boo             | 6. Mai 2021          | 6. Okt. 2021                          | Leslie Kolins Small | Pat Bullard                                    |
| 192        | 19        | Gemeinsamkeiten               | Murder, She Wanted           | 13. Mai 2021         | 7. Okt. 2021                          | Victor Gonzalez     | Josh Greenberg & Jordan Black                  |
| 193        | 20        | Baxters Boot Camp             | Baxter Boot Camp             | 20. Mai 2021         | 8. Okt. 2021                          | Kit Wilkinson       | Ed Yeager                                      |
| 194        | 21        | Baxters Truck                 | Keep on Truckin'             | 20. Mai 2021         | 11. Okt. 2021                         | Andy Cadiff         | Tim Allen                                      |